# Paul Pelosi

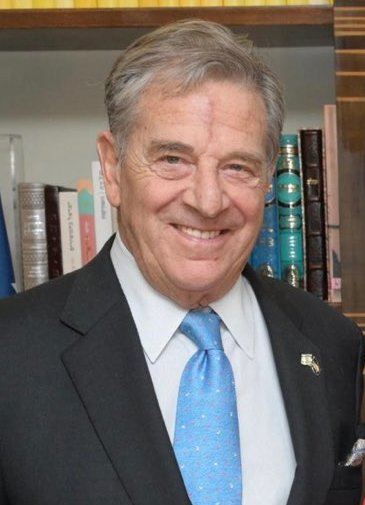
Paul Pelosi, 2022

Paul Francis Pelosi Sr. (* 15. April 1940) ist ein amerikanischer Geschäftsmann. Er ist der Eigentümer und Betreiber der Financial Leasing Services, Inc., einer in San Francisco ansässigen Beratungsfirma für Immobilien- und Risikokapitalinvestitionen. Darüber hinaus war er Eigentümer der inzwischen aufgelösten Sacramento Mountain Lions der United Football League. Er ist mit der ehemaligen Sprecherin des Repräsentantenhauses der Vereinigten Staaten, Nancy Pelosi, verheiratet.

## Leben und Karriere
Pelosi wurde in San Francisco geboren und wuchs dort auf. Seine Ausbildung schloss er mit einem Bachelor of Science (B. Sc.) in Foreign Service an der Georgetown University und einem Master of Business Administration (MBA) an der Stern School of Business der New York University ab. Seit 2009 ist er Vorsitzender des Foreign Service Board der Georgetown University. Er ist weiterhin Mitglied in zahlreichen philanthropischen und unternehmerischen Gremien.
Pelosi gründete und leitet die Risikokapitalfirma Financial Leasing Services, durch die er und seine Frau Nancy Pelosi ein persönliches Vermögen von etwa 114 Millionen Dollar angehäuft haben.
Nachdem er zuvor in die Oakland Invaders der United States Football League investiert hatte, kaufte er 2009 für 12 Millionen Dollar eine Franchise in der United Football League (UFL), die California Redwoods. Die Redwoods zogen später nach Sacramento um und wurden dort zu den Sacramento Mountain Lions, die allerdings nach dem Ende der UFL im Jahr 2012 ebenfalls aufgelöst wurden.

### Verurteilung wegen Alkoholfahrt
Bei einem Autounfall im Mai 2022 war Pelosi alkoholisiert gefahren. Mit 0,82 Promille wurde ein Blutalkoholwert knapp über dem gesetzlichen Grenzwert bei ihm festgestellt. Im August 2022 wurde er hierfür zu einer fünftägigen Haftstrafe mit dreijähriger Bewährung verurteilt. Die Haftstrafe wurde gegen Leistung von acht Stunden gemeinnütziger Arbeit erlassen. Außerdem wurde ihm eine Geldstrafe in Höhe von rund 1700 US-Dollar sowie die Zahlung von rund 5000 US-Dollar Schmerzensgeld an einen Unfallbeteiligten auferlegt.

### Häuslicher Angriff am 28. Oktober 2022

#### Tatgeschehen
Trotz der Tätigkeit seiner Frau in Washington lebt Paul Pelosi überwiegend an der Westküste der USA. Dort wurde er am 28. Oktober 2022 gegen 2.30 Uhr nachts in seinem Haus in San Francisco von dem 42-jährigen, illegal in den USA lebenden, kanadischen Staatsbürger David Wayne DePape schwer mit einem Hammer verletzt. Der Angriff geschah vor den Augen von bereits herbeigerufenen Polizisten. Pelosi erlitt dabei einen Schädelbruch, der operativ behandelt werden musste, von dem aber eine vollständige Genesung erwartet wird. Pelosi konnte die Klinik nach wenigen Tagen wieder verlassen.

#### Hintergrund
Das eigentliche Ziel von DePape war nach Ermittlungserkenntnissen Pelosis Ehefrau Nancy, die allerdings nicht zugegen war, sondern die sich wegen ihrer politischen Tätigkeit in Washington aufhielt. Sie sollte als Geisel genommen werden. DePapes Plan sah offenbar vor, mit Nancy Pelosi ein Gespräch zu führen. Angeblich war beabsichtigt, sie unverletzt zu lassen, wenn sie in dem Gespräch nach DePapes Auffassung die Wahrheit sage. Im Falle von Lügen allerdings, von denen DePape überzeugt war, dass Pelosi sie erzählen würde, wollte er ihr die Kniescheiben brechen. Einträge auf der Facebookseite des Mannes enthielten unter anderem verschwörungstheoretische Postings zur Kapitolerstürmung am 6. Januar 2021 und ließen eine Nähe zur radikalen Nudistenszene erkennen. DePapes Tochter wirft ihrem Vater außerdem sexuellen Missbrauch vor. Nach seiner Verhaftung gestand DePape, dass er auch andere prominente Personen im Visier hatte, unter anderem den Schauspieler Tom Hanks, den demokratischen Gouverneur von Kalifornien Gavin Newsom und Hunter Biden, den Sohn von Präsident Joe Biden.

#### Rechtliche Verfahren
Die Vorwürfe der Anklage gegen DePape wegen des Vorfalls lauteten zunächst u. a. auf versuchten Mord, Wohnungseinbruch und Angriff mit einer tödlichen Waffe, zu denen er sich „nicht schuldig“ bekannte.

##### Bundesprozess (Federal case)
Der Prozess auf US-Bundesebene gegen DePape begann am 23. Oktober 2023. DePape wurde wegen versuchter Entführung eines Bundesbeamten und Angriffs auf das unmittelbare Familienmitglied eines Bundesbeamten angeklagt. Er gab auch im Prozess an, dass er von seinen politischen Überzeugungen und Verschwörungstheorien motiviert war. Er hatte zudem eine Liste anderer Ziele, darunter Politiker, Prominente und Akademiker. Paul Pelosi sagte im Bundesprozess aus, dass er sich noch nicht vollständig von dem Angriff erholt habe und Platten und Schrauben in seinem Schädel benötige. Eine Jury verurteilte DePape am 16. November 2023 nach acht Stunden Beratung wegen beider Anklagen. Das Strafmaß wurde am 17. Mai 2024 auf 30 Jahre Haft festgelegt. Wegen eines Verfahrensfehlers wurde die Verkündung des Strafmaßes am 28. Mai wiedereröffnet, um weitere Maßnahmen zu prüfen und insbesondere DePape die Möglichkeit zu geben, das Wort zu ergreifen. Dies war in der ursprünglichen Sitzung der Strafmaßverkündung versäumt worden. Die Höhe der Strafe wurde jedoch auch nach DePapes Einlassung beibehalten.

##### Prozess des Bundesstaats Kalifornien (State case)
Auch auf kalifornischer Bundesstaatenebene wurde DePape wegen Körperverletzung mit einer tödlichen Waffe, Misshandlung von älteren Menschen, Einbruch in Wohnhäuser und anderen Verbrechen strafrechtlich verfolgt. Die Auswahl der Jury für diesen Fall startete im Mai 2024. Der Richter des Verfahrens in San Francisco ließ Anfang Juni 2024 einige der schwerwiegendsten Anklagen fallen, darunter versuchter Mord und Körperverletzung, da DePape bereits wegen ähnlicher Vorwürfe im vorangegangenen Bundesprozess verurteilt wurde. DePape stand jedoch weiterhin unter fünf Anklagen, für die er am 21. Juni 2024 von einer Jury schuldig gesprochen wurde. Im Oktober 2024 wurde er zu lebenslanger Freiheitsstrafe verurteilt.

## Familie
Pelosi heiratete Nancy Pelosi (geborene D’Alesandro), die spätere 52. Sprecherin des US-Repräsentantenhauses, am 7. September 1963 in der Kathedrale Maria Königin in Baltimore, Maryland. Sie haben fünf Kinder: Nancy Corinne, Christine, Jacqueline, Paul und Alexandra sowie neun Enkelkinder (Stand: 2023). Christine Pelosi ist am stärksten politisch engagiert. Sie arbeitet als politische Strategin und Autorin und ist in der Demokratischen Partei aktiv. Die jüngste Tochter Alexandra Pelosi hat sich als Dokumentarfilmerin einen Namen gemacht. Einige ihrer Filme haben politische Themen zum Inhalt.